# Dauphin (Pensilvania)
Dauphin es un borough ubicado en el condado de Dauphin en el estado estadounidense de Pensilvania. En el año 2000 tenía una población de 773 habitantes y una densidad poblacional de 675 personas por km².

## Geografía
Dauphin se encuentra ubicado en las coordenadas 40°22′00″N 76°55′52″O / 40.36667, -76.93111

## Demografía
Según la Oficina del Censo en 2000 los ingresos medios por hogar en la localidad eran de $44,219 y los ingresos medios por familia eran $50,125. Los hombres tenían unos ingresos medios de $31,250 frente a los $25,865 para las mujeres. La renta per cápita para la localidad era de $19,227. Alrededor del 6.5% de la población estaba por debajo del umbral de pobreza.